# دنبسکا کوژنگا
دنبسکا کوژنگا (به لهستانی:  Dębska Kuźnia) یک روستا در لهستان است که در گمینا خژانستوویتسه واقع شده‌است.